# Manuel Silvela y García de Aragón
Manuel Silvela García de Aragón (ur. w Valladolid, 31 października 1781, zm. w Batignolles-Monceau, 9 maja 1832) – hiszpański pisarz, prawnik, filozof i pedagog. Jako pisarz używał pseudonimu Logisto Cario.

## Dzieciństwo i studia
Urodził się w Valladolid, w północnej Hiszpanii. W wieku sześciu lat stracił ojca i z wujem Jacinto García de Aragón przeniósł się do Ávila, gdzie uczęszczał do szkoły. Później wrócił do Valladolid, gdzie ukończył studia z zakresu prawa, filozofii i teologii. W 1808 uzyskał tytuł magistra prawa i prawa kanonicznego. Został członkiem Towarzystwa Ekonomicznego Amigos del País przyczyniając się do postępu w edukacji podstawowej i różnych ulepszeń w rolnictwie i przemyśle.

## Praca dla dworu
Ponieważ nie mógł wykonywać zawodu adwokata w Valladolid (ze względu na limit stanowisk) przeniósł się do Madrytu, gdzie jego nauczyciele i koledzy z uczelni zajmowali ważne stanowiska publiczne. Przybył do stolicy z zamiarem rozwiązania problemu ograniczeń miejsc adwokackich w Valladolid. Jego przyjazd zbiegł się z początkiem francuskiej inwazji i osadzeniem Józefa Bonapartego na hiszpańskim tronie. Silvela został wezwany na pośrednika między Hiszpanami i Francuzami ze względu na doskonałą znajomość języka francuskiego.
W celu ograniczenia przemocy i niesprawiedliwości okupanta wobec Hiszpanów, Silvela przyjął nominację na sędziego w Madrycie (Alcalde de Casa y Corte). To prestiżowe stanowisko objął w wieku 27 lat. Jego patriotyczna postawa była powszechnie znana w Madrycie, dlatego oskarżeni o przestępstwa polityczne starali się, aby sądził ich Silvela. Jednakże fakt, że przyjął posadę w rządzie francuskim sprawił, że został uznany za sprzyjającego Francuzom, tzw. afrancesado – sfrancuziałego. Kiedy 13 sierpnia 1812 wojska Napoleona opuściły Madryt, nowy rząd wydał dekrety przeciwko afrancesados i ich rodzinom. Silvela zdecydował się na emigrację do Francji, zamieszkał w Bordeaux z całą rodziną.

## Wygnanie
Kiedy przygotowywał się do emigracji, osoby związane z nowym porządkiem starały się przekonać go do pozostania w Hiszpanii zapewniając, że jego postawa zostanie nagrodzona. Silvela jednak obawiał się, że przykre konsekwencje mogłyby dotknąć jego rodzinę, dlatego zdecydował się na wyjazd.
W Bordeaux, założył Colegio Samuels, szkołę, która z czasem stała się ważnym ośrodkiem kształcenia dla Hiszpanów i Amerykanów. Dzielił wygnanie z jednym ze swoich bliskich przyjaciół pisarzem Moratinem, a w 1824 roku dołączył do nich malarz Francisco Goya. Moratín przekazał mu swoje rękopisy, a Goya namalował jego portret obecnie przechowywany w Muzeum Prado.
W 1827 roku przeniósł się do Paryża, gdzie również założył hiszpańską szkołę, którą sam prowadził. Sporządzał także poprawione i uzupełnione traktaty i kompendia, które służyły jako podręczniki dla studentów.
W 1828 został przyjęty do literackiej Akademii Arkadia w Rzymie.
Zmarł w Paryżu 9 maja 1832 roku w następstwie choroby płuc, której nabawił się w 1828 roku. Został pochowany na cmentarzu Père Lachaise w Paryżu.

## Dzieła
- Biblioteca selecta de literatura española (1819)
- Correspondencia de un refugiado (1820)
- Tres memorias sobre la situación de España con relación al estado de Europa (1823)
- Historia antigua hasta los tiempos de Augusto (1830)
- El reconciliador
- El doctor don Simplicio de Utrera o la novia por oposición
- León de Norwel
- Compendio de Aritmética
- Compendio de la historia de España desde sus primeros pobladores hasta Carlos I
- Apuntes para la historia de Inglaterra
- Introducción a los estudios de ciencias sociales
- Tratado de legislación consular
- Legislación penal
- Ideología
- Teoría general de las lenguas con algunas aplicaciones particulares a la castellana y varias observaciones sobre la francesa
- Lógica
- Retórica
- Poética
- Mitología
- Vida de Moratín
- Establecimiento de educación para españoles (1828)
- Una cuestión de Derecho
- Compendio de Historia Romana (1830)
- Obras póstumas (1845)